# Odmjerna tikvica
 Odmjerna tikvica  (volumetrijska tikvica) je vrsta laboratorijskog posuđa koje se koristi u analitičkoj kemiji prilikom pripreme otopina točno poznatih koncentracija.
Odmjerna tikvica najčešće je od borosilikatnog stakla, a sastoji se od balona ravnog dna s tankim i visokim vratom koji na vrhu ima čep, u prošlosti od brušenog stakla. Vrat na sebi ima ugraviranu crtu koja pokazuje točan volumen unijete tekućine, kada njen donji rub meniskusa leži na toj crti.
Odmjerne tikvice su baždarene na uljev i označene s IN, te oznakom temperature pri kojoj se baždarenje izvršilo.
Kao i svako odmjerno posuđe, svrstava se u dvije kategorije: A i B, ovisno o točnosti baždarenja. U prvu spadaju vrlo precizna posuđa sa serijskim brojem i certifikatom, dok u drugu spada posuđe s greškom obično dva puta većom od greške u prvog kategoriji.